# لی جونگ-باک
لی جونگ-باک (به کره‌ای: 이정백) (زادهٔ ۲۷ اوت ۱۹۸۶) کشتی‌گیر پیشین اهل کره جنوبی است که در رشتهٔ کشتی فرنگی فعالیت می‌کرد. او قهرمان مسابقات قهرمانی کشتی آسیا در ۲۰۰۶ و ۲۰۱۲ و نیز ملی‌پوش دستهٔ ۵۹ کیلوگرم کره جنوبی در بازی‌های المپیک ۲۰۱۶ ریو بود که با شکست در دور اول برابر استیک اندرو برگ سوئدی از مسابقات حذف شد.